# ヒカリシタダミ科
ヒカリシタダミ科（Solariellidae）は古腹足類に属する巻貝の科である。貝殻は殻高・殻幅とも約2cm以下で、貝殻表面に真珠層(真珠構造)がある種が多い。角質の丸い蓋をもち、貝殻底面に臍が開く。日本近海産は水深50-300mの砂泥底に、種によっては普通に生息する。従来はニシキウズガイ科Trochidaeのコシダカシタダミ亜科(Solariellinae)や同亜科(Minoliinae)に分類されていたが、近年の遺伝子解析結果よりニシキウズガイ科から独立した別の科として認識されるようになった。ニシキウズガイ科とは歯舌の形態などが異なる。

## 分布
両極を含む世界中の主に水深0.1-1.0kmの斜面や大陸棚の泥砂底に生息する。日本近海産は水深50-300mの砂泥底ないし砂礫底に生息する。

## 系統発生
ヒカリシタダミ科を含むニシキウズガイ上科の分岐図の一部の一例を下に示す。白亜紀に他の亜科から分化したと推定されている。分布域のうちインド-西太平洋に分布するものはIWPと略記した。
|  | \| \| ヒメカタベガイ科 Liotiidae オーストラリアほか世界中の海 \| \| \| \| \| \| エビスガイ科 Calliostomatidae 両極ふくむ世界中の海 \| \| \| \| |
|  | |
|  | ニシキウズガイ科 Trochidae IWPほか地中海, 北米東岸など                                                                                         |
|  | |
|  | ヒメカタベガイ科 Liotiidae オーストラリアほか世界中の海                                                                                        |
|  | |
|  | エビスガイ科 Calliostomatidae 両極ふくむ世界中の海                                                                                             |
|  | |

|  | ヒメカタベガイ科 Liotiidae オーストラリアほか世界中の海 |
|  |                                                         |
|  | エビスガイ科 Calliostomatidae 両極ふくむ世界中の海      |
|  |                                                         |

|  | ヒカリシタダミ科 Solariellidae 北極海沿岸ふくむ世界中の海 |
|  |                                                           |
|  | リュウテンサザエ科 Turbinidae 世界中の比較的温暖な海      |
|  |                                                           |

|  | \| \| ヒメカタベガイ科 Liotiidae オーストラリアほか世界中の海 \| \| \| \| \| \| エビスガイ科 Calliostomatidae 両極ふくむ世界中の海 \| \| \| \| |
|  | |
|  | ニシキウズガイ科 Trochidae IWPほか地中海, 北米東岸など                                                                                         |
|  | |
|  | ヒメカタベガイ科 Liotiidae オーストラリアほか世界中の海                                                                                        |
|  | |
|  | エビスガイ科 Calliostomatidae 両極ふくむ世界中の海                                                                                             |
|  | |

|  | ヒメカタベガイ科 Liotiidae オーストラリアほか世界中の海 |
|  |                                                         |
|  | エビスガイ科 Calliostomatidae 両極ふくむ世界中の海      |
|  |                                                         |

|  | ヒカリシタダミ科 Solariellidae 北極海沿岸ふくむ世界中の海 |
|  |                                                           |
|  | リュウテンサザエ科 Turbinidae 世界中の比較的温暖な海      |
|  |                                                           |

## 種類
主に下表のような属と種が知られている。
| 貝殻の外観       | 各属の種の一例・分布の例 |
| ---------------- | --- |
|                  | Archiminolia Iredale, 1929 絵はArchiminolia oleata (Hedley & Petterd, 1906) オーストラリア東岸 日本産はカトウシタダミ Archiminolia katoi (Kuroda & Habe, 1961)。 殻幅2cm以下、水深200-300m砂礫底。 |
|                  | Arxellia Vilvens, S. T. Williams & D. G. Herbert, 2014 ニューカレドニアなど。写真は Arxellia helicoides (holotype at MNHN, Paris)                                                                  |
|                  | Bathymophila Dall, 1881 ニューカレドニアなど。写真は Bathymophila aages (holotype at MNHN, Paris)                                                                                                  |
| 写真は文献参照。 | Chonospeira D. G. Herbert & S. T. Williams, 2020 北アメリカ西岸。 |
| 写真は文献参照。 | Elaphriella Vilvens & S. T. Williams, 2016 西太平洋の水深0.2-1.0km。側歯板を欠く。 |
| 写真は文献参照   | ハズレシタダミ Hazuregyra Shikama, 1962 八戸沖から鹿島灘、水深0.2-0.9km。 メスは卵を貝殻の臍孔に抱いて保育する。                                                                                   |
|                  | Ilanga D. G. Herbert, 1987 IWP, 水深0.04-1.3km。写真は Ilanga euryomphalos (holotype at MNHN, Paris).                                                                                              |
|                  | Lamellitrochus Quinn, 1991 南北アメリカ東岸。写真は Lamellitrochus carinatus (paratype at MNHN, Paris).                                                                                            |
| 写真はweb参照    | ヒカリシタダミ Ilanga fulgens 東シナ海など。300m以浅、殻幅12mm以下、臍孔は広い。 |
| 写真はweb参照    | Minolia A. Adams, 1860 コシダカシタダミ Minolia punctata 50-100m深、泥砂底、殻高1cm. 臍孔は広い。                                                                                                  |
| 写真は文献参照。 | Phragmomphalina D. G. Herbert & S. T. Williams, 2020 殻底の臍が閉じた種と開いた種がある。 ニュージーランド北島からソロモン諸島など。                                                               |
|                  | Solariella S. V. Wood, 1842 写真はSolariella segersi, paratype of MNHN, Paris, photo by Marie Hennion. 日本産は、ウバシタダミ、トグロシタダミなど。                                                |
|                  | Spectamen Iredale, 1924 オセアニア、南アフリカ、フィリピン。 写真はSpectamen gerula Paratype, MNHN-IM-2012-18257 卵を巻貝の中に抱いて育てる種。                                                    |
| 図は文献参照     | Suavotrochus Dall, 1924カリブ海など |
|                  | Zetela H. J. Finlay, 1926 ニュージランド、南アフリカなど 写真はZetela textilis。 |

## 形態
巻貝の形態はキサゴ類に似た比較的低平な種のほか、螺塔が高い種でも殻長/殻幅比=1.0程度以下の種が多い。巻貝底面の臍は開く。殻内壁だけでなく外側も真珠層で光沢がある種がある(ヒカリシタダミ)。蓋は角質で同心円状の渦巻き模様。軟体部は頭部が特徴的で、鼻(口吻)の周囲に絨毛ないし指状の突起が巻かれる。鼻の左右の頸葉の先に角状突起があり、そこからさらに上足突起が3本ほど出る。舌軟骨(odontophore)の筋肉構造も特徴的。尿管が幅広い。歯舌も特徴的で、短くて直線的。側歯と縁歯の間に板状の歯(latero-marginal plates)が並ぶ属が多い。以上のような軟体部の構造の違いと遺伝子解析結果により、ニシキウズガイ科(Trochidae)から分離独立した科と認識されるようになった。

## 生態
デトリタス食。泥砂底にもぐったり、泳ぐことができる。種によっては貝殻の臍の部分に卵を蓄えて保育したり(Hazuregyra watanabei)、殻の内側の外套腔内で幼貝を保育するものがある(Spectamen multistriatum)。